# Ala II Asturum

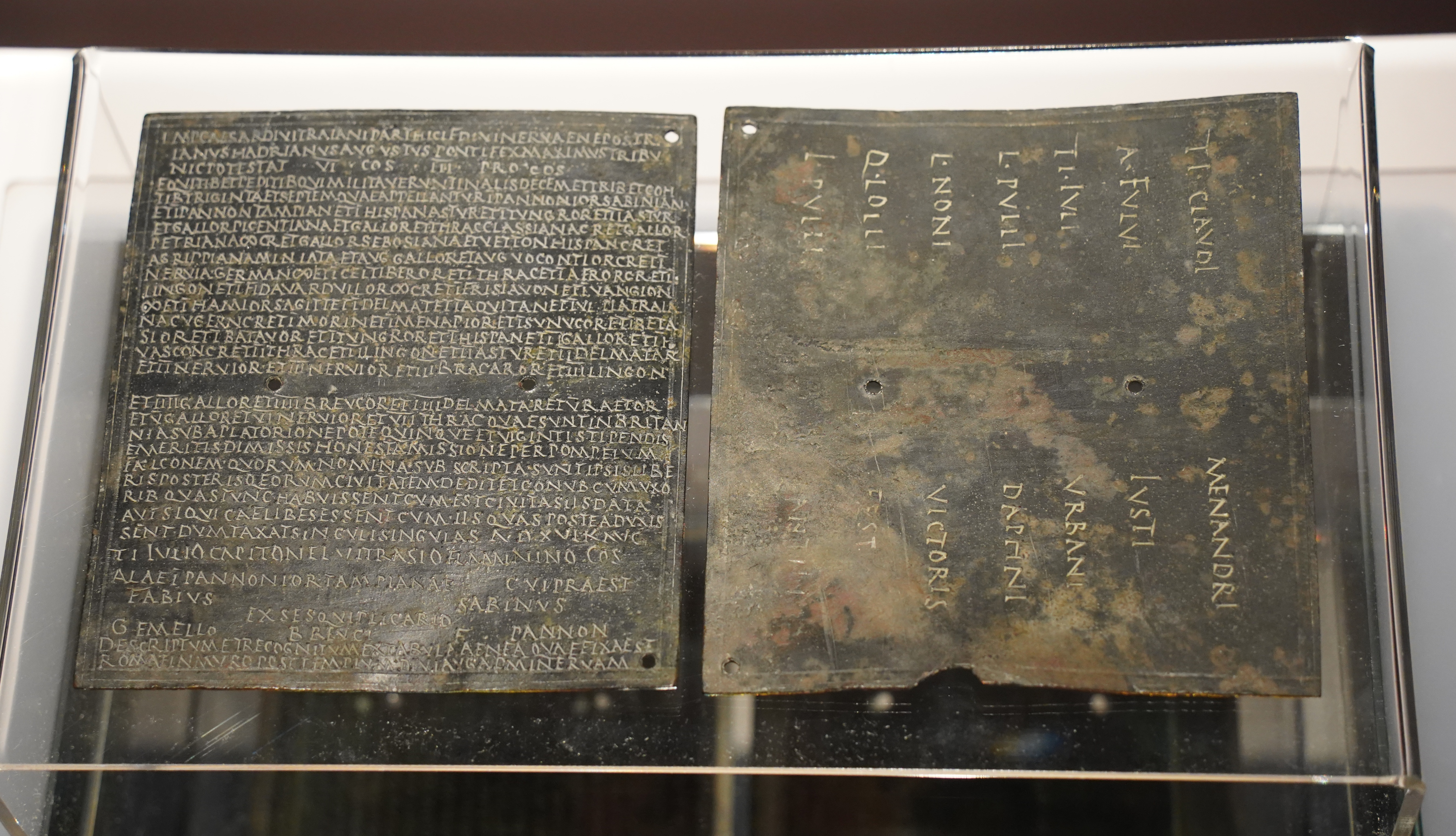
Eines der Militärdiplome des Jahres 122

Die Ala II Asturum [Antoniniana] (deutsch 2. Ala der Asturer [die Antoninianische]) war eine römische Auxiliareinheit. Sie ist durch Militärdiplome und Inschriften belegt.

## Namensbestandteile
- Ala: Die Ala war eine Reitereinheit der Auxiliartruppen in der römischen Armee.

- II: Die römische Zahl steht für die Ordnungszahl die zweite (lateinisch secunda). Daher wird der Name dieser Militäreinheit als Ala secunda .. ausgesprochen.

- Asturum: der Asturer. Die Soldaten der Ala wurden bei Aufstellung der Einheit aus dem Volk der Asturer auf dem Gebiet des conventus Asturum (mit der Hauptstadt Asturica Augusta) rekrutiert.[1][2]

- Antoniniana: die Antoninianische. Eine Ehrenbezeichnung, die sich auf Caracalla (211–217) oder Elagabal (218–222) bezieht. Der Zusatz kommt in den Inschriften (RIB 1465, 1466) vor.

Da es keine Hinweise auf den Namenszusatz milliaria (1000 Mann) gibt, war die Einheit eine Ala quingenaria. Die Sollstärke der Ala lag bei 480 Mann, bestehend aus 16 Turmae mit jeweils 30 Reitern.

## Geschichte
Die Ala wurde vermutlich um 19 v. Chr. aufgestellt. Noch unter Augustus wurde sie wohl an den Rhein verlegt. Um 42/43 n. Chr. erscheint die Einheit dann in der Provinz Pannonia, wo sie wahrscheinlich zur Überwachung der Donaugrenze zwischen Aquincum und Intercisa eingesetzt wurde. Zu einem unbestimmten Zeitpunkt vor 122 wurde die Einheit nach Britannia verlegt, wo sie bis zum Ende der römischen Herrschaft blieb.
Die Ala ist auf Militärdiplomen für die Jahre 61 bis 130/131 aufgeführt. Das Diplom von 61 wurde für die Truppen in der Provinz Illyricum ausgestellt. In dem Diplom wird noch immer die Bezeichnung Illyricum verwendet, obwohl die Provinz schon unter Augustus in Illyricum superius (das spätere Dalmatia) und Illyricum inferius (das spätere Pannonia) aufgeteilt worden war.
Der erste Nachweis in der Provinz Britannia beruht auf Diplomen, die auf 122 datiert sind. In den Diplomen wird die Ala als Teil der Truppen (siehe Römische Streitkräfte in Britannia) aufgeführt, die in der Provinz stationiert waren. Weitere Diplome, die auf 127 bis 130/131 datiert sind, belegen die Einheit in derselben Provinz.
Letztmals erwähnt wird die Einheit in der Notitia dignitatum mit der Bezeichnung Ala secunda Asturum für den Standort Cilurnum. Sie war unter der Leitung eines Präfekten Teil der Truppen, die dem Oberkommando des Dux Britanniarum unterstanden.

## Standorte
Standorte der Ala in Pannonia waren möglicherweise:
- Intercisa (Dunaújváros): Der Grabstein des Tiberius Claudius Pintamus wurde hier gefunden.

Standorte der Ala in Britannia waren möglicherweise:
- Bremetennacum (Ribchester): Die Inschrift (RIB 586) wurde hier gefunden.
- Cilurnum (Chesters): Die Inschriften (RIB 1462–1466, 1480) wurden hier gefunden. Darüber hinaus wird sie in der Notitia dignitatum für diesen Standort aufgeführt.

## Angehörige der Ala
Folgende Angehörige der Ala sind bekannt:

### Kommandeure
| - Aelius Longinus, ein Präfekt - Cornelius Qu[], ein Präfekt (CIL 6, 3514) | - Septimius Nilus, ein Präfekt |

### Sonstige
| - Ael(ius) Gemellus, ein Decurio (RIB 1480) - Albanus, ein Reiter (CIL 13, 2613) - Aurelius Severus, ein Decurio (RIB 1453) - Aventinus, ein Curator (RIB 1480) - Marcus Aurelius Victor (RIB 1481) | - M(arcus) Ingenuius Asiati[cus], ein Decurio (RIB 586) - Receptus, ein Sesquiplicarius (CIL 3, 14349,08) - [Ti(berius)] Claudius Pint[am]us, ein Reiter (AE 1992, 1458) - T(itus) Iulius Bellicus, ein Decurio (CIL 3, 15205,3) |